# Alfonso Gómez Palacio
Alfonso Gómez Palacio (Bogotá, 1968) es un abogado colombiano. Actual CEO de Telefónica Hispam. Fue el último presidente de la estatal Telecom.
Es abogado de la Universidad Javeriana, adelantó estudios en Loras College de Dubuque (Iowa) y en la Universidad del Rosario, especializándose en Ciencias Políticas e Impuestos. Fue Presidente CEO, presidente ejecutivo y CEO de Telefónica Colombia. Desde el año 2018 se desempeña como presidente CEO de Telefónica Hispam, división de Telefónica encargada de las operaciones en Colombia, Venezuela, Ecuador, Perú, Argentina, Chile, Uruguay, y México.
El 27 de agosto de 2002 el presidente de la República de Colombia, Álvaro Uribe Vélez, lo nombró presidente de la Empresa Nacional de Telecomunicaciones (Telecom). Destacándose por liderar la transformación del sector de las comunicaciones en Colombia que contempló la liquidación de la antigua Telecom y de sus 14 Teleasociadas, creando la estatal Colombia Telecomunicaciones S.A. E.S.P., empresa que en el 2006 fue adquirida en un 50% + 1 por Telefónica, convirtiéndola en una sociedad mixta controlada por la compañía española. A esta fusión se le conoció como Telefónica Telecom hasta su integración definitiva en 2012 bajo una sola unidad de negocio con Movistar (Colombia).  
Ocupó también la presidencia ejecutiva de Colvatel S.A. E.S.P. (filial de ETB) y la secretaría general de la Empresa de Telecomunicaciones de Bogotá (ETB), en donde también fue vicepresidente ejecutivo de servicios compartidos. Igualmente, fue subgerente general de la firma Dila S.A. (Desarrolladora Arboleda) y abogado consultor de Cicar S.A.
Dentro de sus logros se destaca el haber liderado la integración de Colombia Telecomunicaciones a Telefónica, proceso conjunto que ameritó ser considerado “historia de éxito” en la pasada 1ª Convención de Directivos de Telefónica celebrada en Chile.